# 石拐区
石拐区是内蒙古自治区包头市下辖的一个市辖区。原为该市东北郊的矿区，后搬迁至市区东北部的喜桂图新区。辖区面积775.4平方千米，區人民政府駐巴达噶尔大街。

## 行政区划
石拐区下辖6个街道办事处、1个镇、1个苏木：
石拐街道、大发街道、大磁街道、五当沟街道、白狐沟街道、大德恒街道、五当召镇、吉忽伦图苏木和工业园区管理委员会。

## 人口民族
根据第七次人口普查数据，截至2020年11月1日零时，石拐区常住人口24745人。
石拐区境内居住有汉族、蒙古族、回族、藏族、维吾尔族、朝鲜族、满族、达斡尔族、羌族、锡伯族10个民族。

## 旅游景点
- 五当召
- 花舞人间（房地产综合体项目）内有小火车，水上城堡等[4]
- 大青山影视实验基地[5]

## 圖集

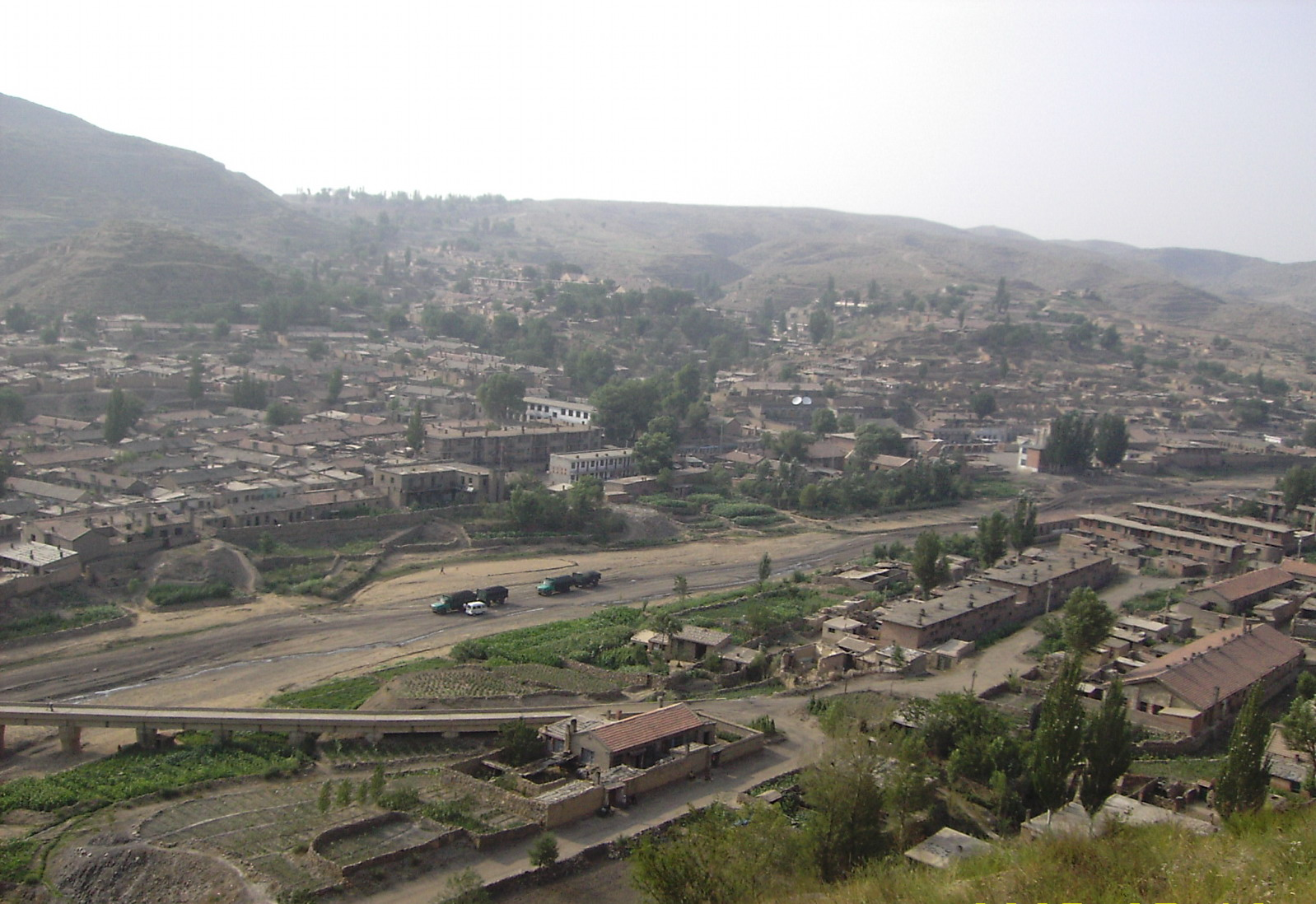
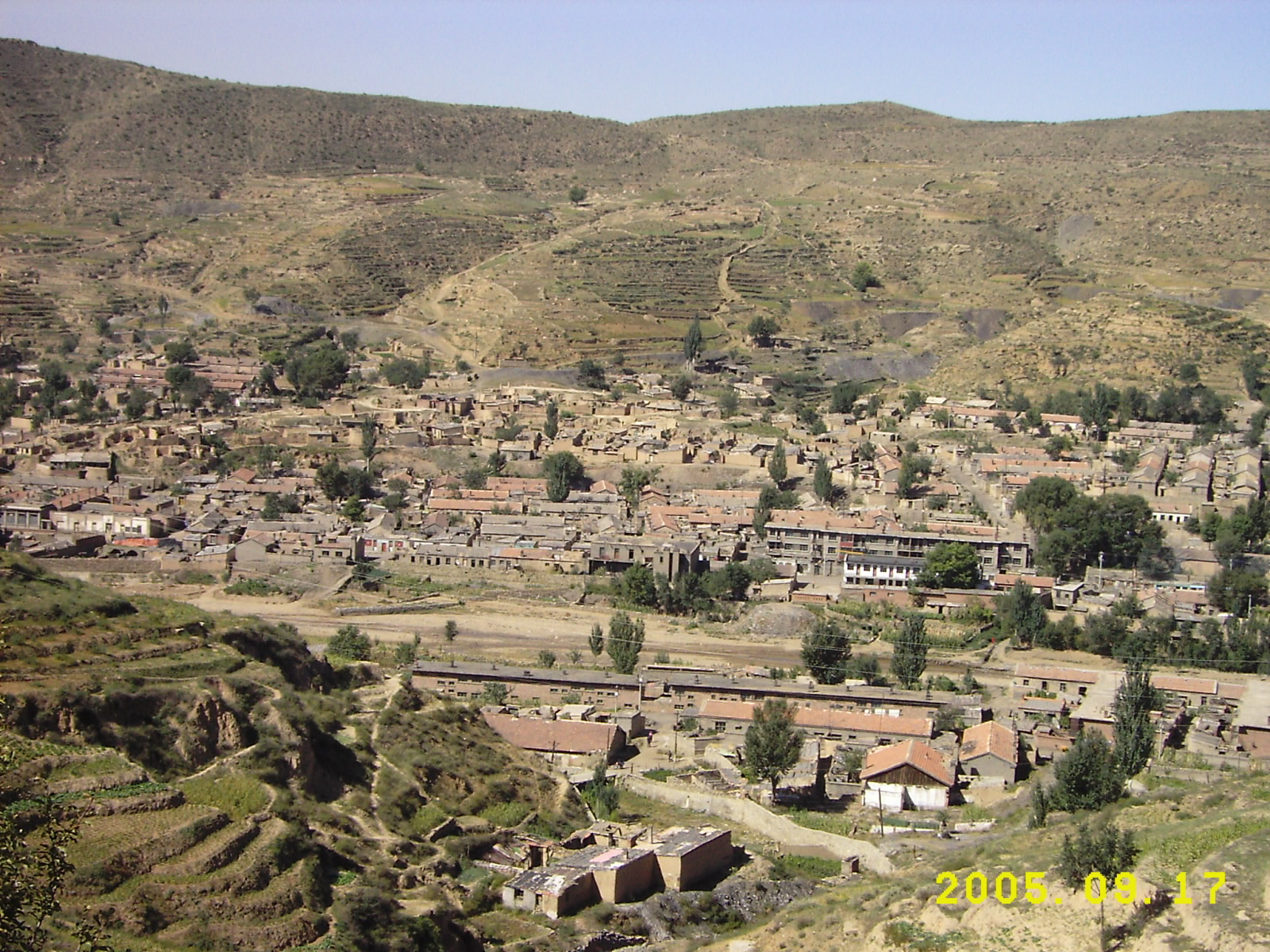